# Ammotrecha limbata
Ammotrecha limbata är en spindeldjursart som först beskrevs av Lucas 1835.  Ammotrecha limbata ingår i släktet Ammotrecha och familjen Ammotrechidae. Inga underarter finns listade i Catalogue of Life.